# Anne Ferreira
Anne Ferreira (* 18. März 1961 in Saint-Quentin, Aisne) ist eine französische Politikerin der Parti socialiste.

## Leben
Ferreira war von 1999 bis 2009 Abgeordnete im Europäischen Parlament. In jenen Jahren war sie unter anderem Mitglied im Ausschuss für Haushaltskontrolle, in der Delegation im gemischten parlamentarischen Ausschuss Europäischer Wirtschaftsraum (EWR), im Ausschuss für Umweltfragen, Volksgesundheit und Verbraucherpolitik, im Nichtständigen Ausschuss für Maul- und Klauenseuche, im Ausschuss für Umweltfragen, Volksgesundheit und Verbraucherpolitik und in der Delegation für die Beziehungen zu Südafrika.